# 朝日町立宮宿小学校
朝日町立宮宿小学校（あさひちょうりつみやじゅくしょうがっこう）は山形県西村山郡朝日町にある公立小学校。

## 概要
- 元々は宮宿地区のみの学区だったが、少子化に伴い児童数が減少し周辺の朝日町立上郷小学校、朝日町立和合小学校、朝日町立水本小学校、朝日町立送橋小学校が閉校して町の中心部にある宮宿小学校へ集約された。そのため、それらの地区の児童は遠距離通学になるためにスクールバスでの通学となっている。

## 学校目標
- 明るく思いやりのある子ども
- 進んで学びよく考える子ども
- 心も体もたくましい子ども
- ふるさとを愛する子ども

## 所在地
- 山形県西村山郡朝日町大字宮宿1021番地

## 沿革
- 1874年11月1日 - 宮宿学校として創立[2]
- 1941年 - 宮宿国民学校に改称
- 1947年4月 - 宮宿町立宮宿小学校に改称
- 1954年11月1日 - 町村合併により朝日町立宮宿小学校に改称
- 2002年4月 - 水本小学校閉校により同校児童を編入
- 2003年4月 - 上郷小学校、送橋小学校閉校により両校の児童を編入
- 2008年4月 - 和合小学校閉校により同校児童を編入
- 2012年2月 - 新体育館完成

## 学区
- 宮宿（本町、西町、栄町、助ノ巻、大町、元町、西原、前田沢）、新宿（緑町）、四ノ沢、雪谷、水本、下芦沢、上郷（宇津野、松原）、大滝、杉山、送橋、古槙、和合（小原、宿、沼向、平、大隅）地区[3]

## 児童数
| 年度 | 男子 | 女子 | 計  |
| ---- | ---- | ---- | --- |
| 2011 | 88   | 89   | 177 |
| 2010 | 95   | 104  | 199 |
| 2009 | 94   | 102  | 196 |
| 2008 | 97   | 112  | 209 |
| 2007 | 75   | 75   | 150 |
| 2006 | 80   | 72   | 152 |
| 2005 | 85   | 76   | 161 |
| 2004 | 84   | 69   | 153 |
| 2003 | 96   | 73   | 169 |
| 2002 | 77   | 59   | 136 |

## 行事
- 秋の恒例行事としてかぼちゃ大運動会が行われる。賞品にかぼちゃを贈られたり、リレーではバトンの代わりにかぼちゃのリレーで行われる。

## 卒業後
- 朝日中学校へ進学する。

## 周辺
- 国道287号
- 寒河江警察署朝日町駐在所
- 朝日町役場
- 宮宿郵便局
- 山形銀行宮宿支店
- セブンイレブン朝日町宮宿店

## 交通
- JR左沢線寒河江駅か左沢駅より山交バス宮宿行で『小学校前』下車。